# Euproctis conisalea
Euproctis conisalea är en fjärilsart som beskrevs av Collenette 1949. Euproctis conisalea ingår i släktet Euproctis och familjen tofsspinnare. Inga underarter finns listade i Catalogue of Life.